# تقلب (فیلم ۱۹۲۳)
تقلب (انگلیسی: The Cheat) یک فیلم است که در سال ۱۹۲۳ منتشر شد. از بازیگران آن می‌توان به پولا نگری، جک هولت، و گای الیور اشاره کرد.